# Дюплантье, Джо
Джозеф Эндрю Дюплантье (фр. Joseph Andrew Duplantier; род. 19 октября 1976 года) — французский музыкант, наиболее известный как ритм и соло-гитарист и вокалист дэт-метал группы Gojira. Также является бывшим басистом группы Cavalera Conspiracy.

## Музыкальная карьера
На творчество Джо Дюплантье повлияли такие группы как Meshuggah, Metallica, Morbid Angel, Sepultura.
Джо участвовал так же в группе Empalot с 1999 года по 2004.
Работа с Cavalera Conspiracy началась с того, что Макс и Игорь Кавалера предложили сотрудничество басисту Gojira Жан-Мишелю Лабади, однако он был занят по ранее принятым обязательствам с Gojira. Вместо него, басистом Cavalera Conspiracy взяли Джо. Он заявил, что главной группой для него всё равно будет Gojira, но это не помешало Cavalera Conspiracy сделать обширные гастроли. В 2008 году Джо был заменён на Джони Чоу на посту басиста Cavalera Conspiracy. Поэтому Дюплантье не появился на записи второго альбома Blunt Force Trauma.

## Личная жизнь
Джозеф Дюплантье вместе со своим братом Марио Дюплантье был в составе двух групп, в основном проекте Gojira и в сайд-проекте Empalot.
Тематика песен Gojira отражает личные убеждения братьев Дюплантье в защите и сохранении окружающей среды, также братья являются членами экологической корпорации Sea Shepherd.

## Оборудование[7]
Гитары
- Jackson SLS Guitar
- Fender Telecaster (для некоторых выступлений)
- Charvel Joe Duplantier USA Signature Model
- Charvel Joe Duplantier Signature Pro-Mod San Dimas Style 2

Усилители
- EVH 5150 III amplifier head
- EVH 5150 III 4x12 Cab

Педали
- Boss TU-2
- Noise Suppressor

Аксессуары
- Dunlop .88 millimeter tortex picks
- DiMarzio ClipLock black strap

## Дискография

### Gojira
как Godzilla
- Victim (демо, 1996)
- Possessed (демо, 1997)
- Saturate (демо, 1999)
- Wisdom Comes (демо, 1999)

как Gojira
- Terra Incognita (полноформатный альбом, 2000)
- Maciste Al Inferno (мини-альбом, 2003)
- The Link (полноформатный альбом, 2003)
- «Indians» (сингл, 2003)
- The Link Alive (концертный альбом, 2004)
- From Mars to Sirius (полноформатный альбом, 2005)
- The Way of All Flesh (полноформатный альбом, 2008)
- The Flesh Alive (концертный альбом, 2012)
- L’Enfant sauvage (полноформатный альбом, 2012)
- Magma (полноформатный альбом, 2016)
- Fortitude (полноформатный альбом, 2021)

### Cavalera Conspiracy
- «Sanctuary» (сингл, 2008)
- Inflikted (полноформатный альбом, 2008)

### Empalot
- Brout (demo, 1999)
- Tous Aux Cèpes (full-length, 2001)
- En Concert (live, 2004)

### Как музыкант — гость на записи
- 7th Symphony группы Apocalyptica (Трек «Bring Them To Light») (2010)
- Deconstruction, альбом Devin Townsend Project (Трек «Sumeria», записанный вместе c Полом Масвидалом из группы Cynic) (2011)
- В качестве гостевого вокалиста на альбомах w^w^^w^w (2012) и Meta (2016) группы Car Bomb.